# Lutherkirche (Erfurt)

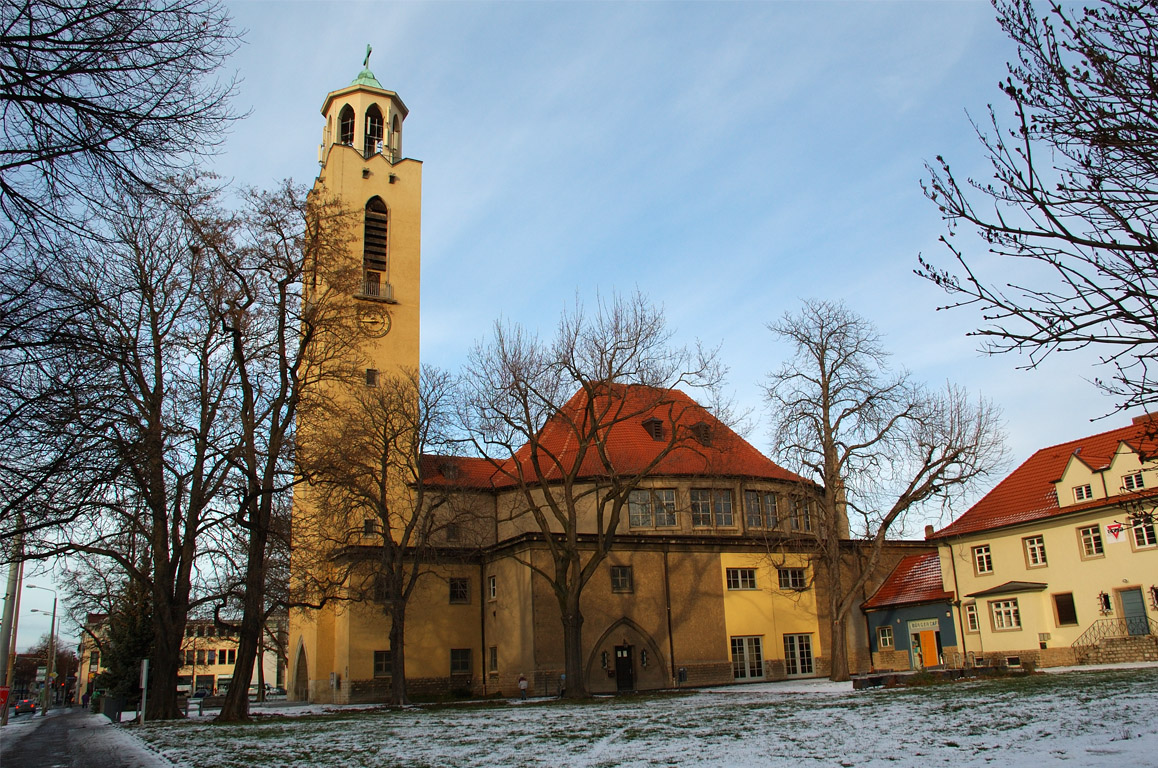
Lutherkirche

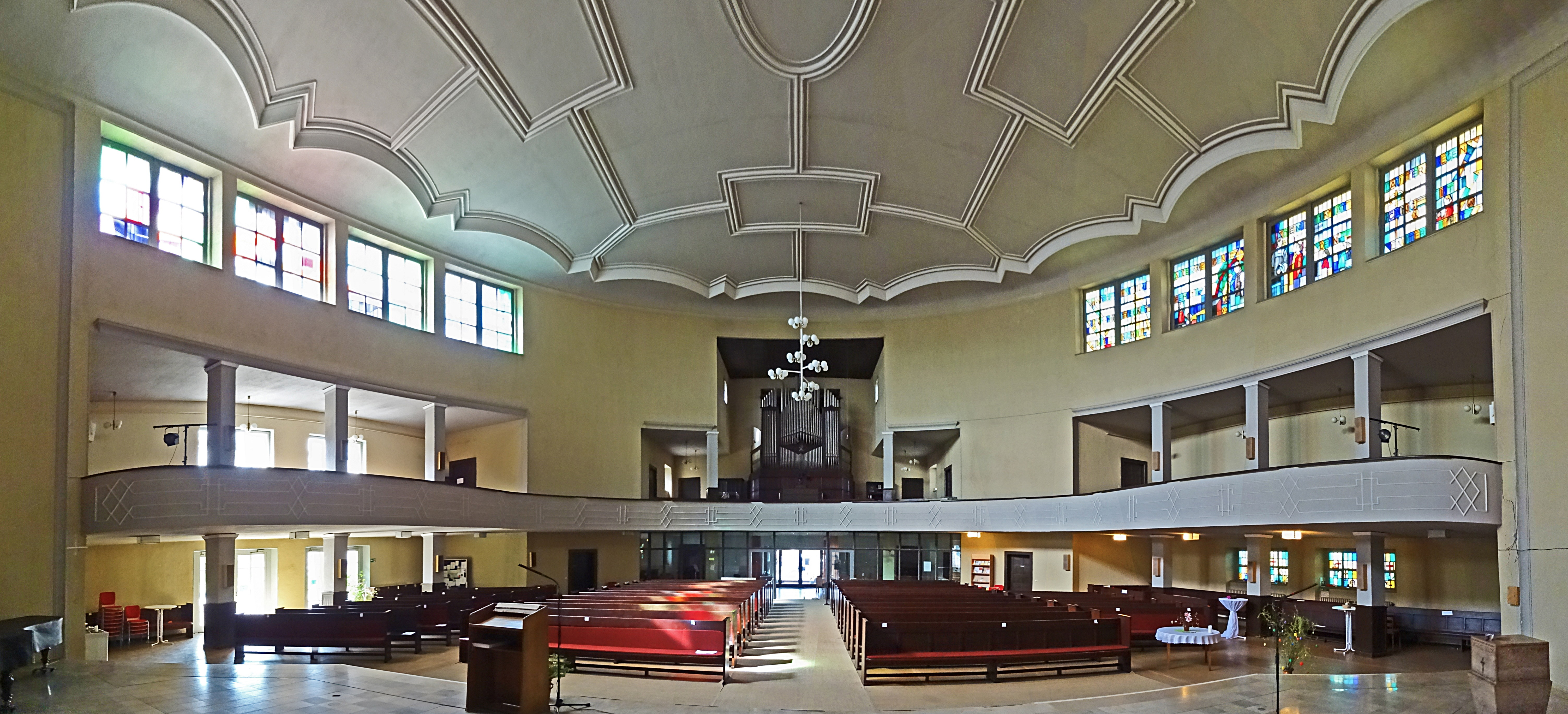
Innenansicht

Die Lutherkirche in Erfurt gehört gemeinsam mit der Martinikirche in Ilversgehofen zur Pfarrgemeinde Martini-Luther im Kirchenkreis Erfurt der Evangelischen Kirche in Mitteldeutschland. Sie wurde während der Weimarer Republik in der Johannesvorstadt an der Magdeburger Allee zwischen dem ehemaligen Straßenbahndepot und der ehemaligen Polizeischule "Mülverstedt-Kaserne" errichtet. Die Kirche ist ein rechteckiger Bau mit ovalem Saal und einem etwa 50 Meter hohen Westturm, ihre Architektur zeigt Merkmale des Expressionismus und des Art déco. Sie steht unter Denkmalschutz und ist eine Station am Lutherweg.

## Geschichte
Nach der Entfestigung Erfurts im Jahr 1873 entstand im Norden der Stadt ein Industrie- und Wohngebiet, dessen Gemeinde ohne eigene Kirche war. Anlässlich des 400. Geburtstags Martin Luthers im Jahr 1883 gab es erste Überlegungen zum Bau einer Lutherkirche. Am 5. März 1905 wurde ein Kirchenbauverein für den Bau einer Pfarrkirche in der Johannesvorstadt gegründet, deren Einwohner bisher der Kirchgemeinde der Augustinerkirche in der Altstadt zugeordnet waren. 1913 wurde zusätzlich zur  Schwesternstation in der Magdeburger Straße, an denen Gemeindeschwestern der Diakonissenanstalt Halle für die Kirchengemeinde tätig waren, ein Gemeindehaus an der Gerberstraße gebaut. Der Bau der Kirche wurde durch den Ersten Weltkrieg noch verhindert, jedoch wurde nach dem Beschluss zur Bildung einer eigenständigen Luthergemeinde im Jahr 1917 eine Grundsteinlegung vorgenommen.
Aus einem 1925 durchgeführten Architektenwettbewerb gingen vier prämierte Entwürfe hervor, von denen jedoch keiner zur Ausführung gelangte. Stattdessen entschied sich die bereits 1921 gegründete Luthergemeinde für einen Entwurf des Berliner Architekten Peter Jürgensen an dem die Architekten Paul Kluth, Curt Pönitz und Winfried Wendland mitarbeiteten. Am 7. Juni 1926 wurde der erste Spatenstich zum Bau der Kirche vorgenommen. Die örtliche Bauleitung hatte der für Erfurt bedeutende Architekt Johannes Saal (geb. 1885 in Berlin, gest. 1954 Erfurt). 
Am 10. Dezember 1927 wurde die Kirche festlich eingeweiht. Dabei wurde nach Schlüsselübergabe, Weiheansprache und -gebet eine Festkantate für Gemischten Chor, Einzelstimmen, Orchester und Orgel von Wilhelm Rinkens, Eisenach mit einem Text zusammengestellt von Pfarrer Friedrich Klaproth aufgeführt. Die zur Gemeinde gehörenden Gebäude wurden mit dem Pfarrhaus (1929) und der Lutherhütte im Lutherpark (1930) vervollständigt.
Nach Ende des Zweiten Weltkrieges musste die durch Kriegseinwirkungen 1945 beschädigte Lutherkirche wieder Instand gesetzt werden. Im Anschluss an die Reparatur des Daches wurde 1965 die Fassade neu verputzt.
Mit Beginn des Jahres 1978 erfolgte dann unter maßgeblicher Mitwirkung von Horst Jährling die schrittweise Umgestaltung der Lutherkirche zum Gemeindezentrum. Dabei wurden Heizung, Fußboden, Beleuchtung, Fenster und Farbgestaltung erneuert, eine Verstärkeranlage eingebaut und die Eingangszone umgestaltet. Die feierliche Wiedereinweihung der renovierten Lutherkirche fand am 9. Mai 1983 statt.
Durch den unterschiedlich verdichteten Baugrund in der Talaue der Gera verstärken sich zunehmend die Bodensenkungen im nordöstlichen Bereich des Kirchengebäudes. Es wurde eine Spendenaktion von der Kirchengemeinde Martini-Luther initiiert, um die nötigen Gelder für eine Sanierung sicherzustellen.

## Glasfenster
Auf der Nordseite des Kirchenschiffs sind die originalen Verglasungen erhalten. Dargestellt sind die „Väter der Diakonie“, Johann Hinrich Wichern und Friedrich Bodelschwingh. Beide schufen Gemeinschaftsformen für Menschen am Rande der Gesellschaft. Die Verglasungen auf der Ost- und Südseite wurden bei einem Luftangriff der RAF am 26. März 1945 zerstört. Auf ihnen waren als Sinnbilder für die lehrende Kirche  Martin Luther und Philipp Melanchthon mit Bibel, Kirchenfahne und den ersten vier Versen des Liedes "Ein feste Burg" abgebildet. Das Bildprogramm der Verglasungen verband somit das Wort und die Tat als Ausdruck christlichen Glaubens. 
Die Fenster unter den Emporen versinnbildlichten die Einsetzung des Abendmahls. Die Fenster der Brauthalle wurden nach Motiven aus den Psalmen entworfen. Das neu gestaltete Fensterbild über dem Altar im Osten ersetzt die zerstörte Darstellung des Christuskopfes als Schmerzensmann und symbolisiert mit den griechischen Buchstaben XP den Christusnamen. Es wird von der aufgehenden Sonne erleuchtet und verkündet den Auferstandenen.
Die originalen großen Fenster und der Christuskopf wurden von den Vereinigten Werkstätten für Mosaik und Glasmalerei Puhl & Wagner, Gottfried Heinersdorff, Berlin-Treptow, ausgeführt, die kleinen von I. C. Spinn & Co., Berlin. Die Kartons zu den Fenstern wurden im Büro des Architekten Peter Jürgensen von Architekt Winfried Wendland entworfen. Der Christuskopf wurde nach einer Skizze Winfried Wendlands von Albert Croll gezeichnet.

## Orgel
Die Orgel der Lutherkirche wurde 1928 in der Zörbiger Orgelbauwerkstatt Wilhelm Rühlmann jun. erbaut.
Das Taschenladen-Instrument hat 46 Register auf drei Manualen und Pedal. Von 2004 bis 2007 wurde es umfassend restauriert, wobei auch zwischenzeitliche Veränderungen rückgängig gemacht wurden, durch die der Charakter verfremdet worden war.

| Disposition 1927 I Hauptwerk |     |
| Bordun                       | 16′ |
| Weitprinzipal                | 8′  |
| Hohlflöte                    | 8′  |
| Doppelflöte                  | 8′  |
| Viola di Gamba               | 8′  |
| Dulciana/Dolce               | 8′  |
| Oktave                       | 4′  |
| Rohrflöte                    | 4′  |
| Oktave                       | 2′  |
| Mixtur IV                    |     |
| Trompete                     | 8′  |

| - II Positiv  |       |
| Gedackt       | 4′    |
| Hornprinzipal | 8′    |
| Gemshorn      | 8′    |
| Prästant      | 4′    |
| Nachthorn     | 4′    |
| Quintflöte    | 2 ⁄3′ |
| Schwiegel     | 2′    |
| Cornett IV    |       |
| Clarinette    | 8′    |

| - III Schwellwerk |        |
| Lieblich Gedackt  | 16′    |
| Geigenprinzipal   | 8′     |
| Konzertflöte      | 8′     |
| Stillgedackt      | 8′     |
| Aeoline           | 8′     |
| Vox coelestis     | 8′     |
| Quintadena        | 8′     |
| Fugara            | 4′     |
| Flauto amabile    | 4′     |
| Nasard            | 2 ⁄3′  |
| Waldflöte         | 2′     |
| Terz              | 1 3⁄5′ |
| Fagott-Oboe       | 8′     |

| - Pedal       |                             |
| Principalbass | 16′                         |
| Violonbaß     | 16′                         |
| Harmonikabaß  | 16′                         |
| Subbaß        | 16′                         |
| Gedacktbaß    | 16′ (Trans. Liebl. Gedackt) |
| Quintbaß      | 10 2⁄3′                     |
| Offenbaß      | 8′                          |
| Violoncello   | 8′ (Trans. Viola di Gamba)  |
| Zartbaß       | 8′ (Trans. Salizional)      |
| Choralbaß     | 4′                          |
| Trompete      | 8′                          |
| Posaune       | 16′                         |

| Befund 2002 I Hauptwerk |       |
| Bordun                  | 16′   |
| Weitprinzipal           | 8′    |
| Hohlflöte               | 8′    |
| Doppelflöte             | 8′    |
| Quinte                  | 2 ⁄3′ |
| Dolce                   | 8′    |
| Oktave                  | 4′    |
| Rohrflöte               | 4′    |
| Oktave                  | 2′    |
| Mixtur IV               |       |
| Trompete                | 8′    |

| - II Positiv  |                           |
| Gedackt       | 4′                        |
| Hornprinzipal | 8′                        |
| Rohrflöte     | 8′                        |
| Spitzflöte    | 8′                        |
| Siffflöte     | 1′                        |
| Prästant      | 4′                        |
| Nachthorn     | 4′                        |
| Nasard        | 2 ⁄3′ (aus dem III. Man.) |
| Schwiegel     | 2′                        |
| Cornett III   |                           |
| Clarinette    | 8′                        |

| - III Schwellwerk |                          |
| Lieblich Gedackt  | 16′                      |
| Geigenprinzipal   | 8′                       |
| Konzertflöte      | 8′                       |
| Lieblich Gedackt  | 8′                       |
| Aeoline           | 8′                       |
| Jauchzpfeife      | 8′                       |
| Quintadena        | 8′                       |
| Fugara            | 4′                       |
| Zartflöte         | 4′                       |
| Quintflöte        | 1 2⁄3′ (aus dem II Man.) |
| Waldflöte         | 2′                       |
| Terz              | 1 3⁄5′                   |
| Fagott-Oboe       | 8′                       |

| - Pedal        |              |
| Kontrabaß      | 16′          |
| Violonbaß      | 16′          |
| Harmonikabaß   | 16′          |
| Subbaß         | 16′          |
| Gedacktbaß     | 16′ (Trans.) |
| Flötenbaß      | 10 2⁄3′      |
| Prinzipalbaß   | 8′           |
| Prinzipalbaß   | 8′           |
| Bauernbaß      | 2′           |
| Choralbaß      | 4′           |
| Cornettbaß III |              |
| Posaune        | 16′          |

| Disposition 2007 I Hauptwerk |     |
| Bordun                       | 16′ |
| Weitprinzipal                | 8′  |
| Hohlflöte                    | 8′  |
| Doppelflöte                  | 8′  |
| Viola di Gamba               | 8′  |
| Dolce                        | 8′  |
| Oktave                       | 4′  |
| Rohrflöte                    | 4′  |
| Oktave                       | 2′  |
| Mixtur IV                    |     |
| Trompete                     | 8′  |

| - II Positiv  |       |
| Gedackt       | 4′    |
| Hornprinzipal | 8′    |
| Rohrflöte     | 8′    |
| Spitzflöte    | 8′    |
| Prästant      | 4′    |
| Nachthorn     | 4′    |
| Quinte        | 2 ⁄3′ |
| Schwiegel     | 2′    |
| Siffflüte     | 12′   |
| Cornett III   |       |
| Clarinette    | 8′    |

| - III Schwellwerk |        |
| Lieblich Gedackt  | 16′    |
| Geigenprinzipal   | 8′     |
| Konzertflöte      | 8′     |
| Lieblich Gedackt  | 8′     |
| Aeoline           | 8′     |
| Vox coelestis     | 8′     |
| Quintadena        | 8′     |
| Fugara            | 4′     |
| Zartflöte         | 4′     |
| Nasard            | 2 ⁄3′  |
| Waldflöte         | 2′     |
| Terz              | 1 3⁄5′ |
| Oboe              | 8′     |

| - Pedal        |         |
| Kontrabass     | 16′     |
| Violonbaß      | 16′     |
| Harmonikabaß   | 16′     |
| Subbaß         | 16′     |
| Gedacktbaß     | 16′     |
| Quintbaß       | 10 2⁄3′ |
| Offenbaß       | 8′      |
| Violoncello    | 8′      |
| Choralbaß      | 4′      |
| Cornettbaß III |         |
| Posaune        | 16′     |

- Spielhilfen
  - Koppeln

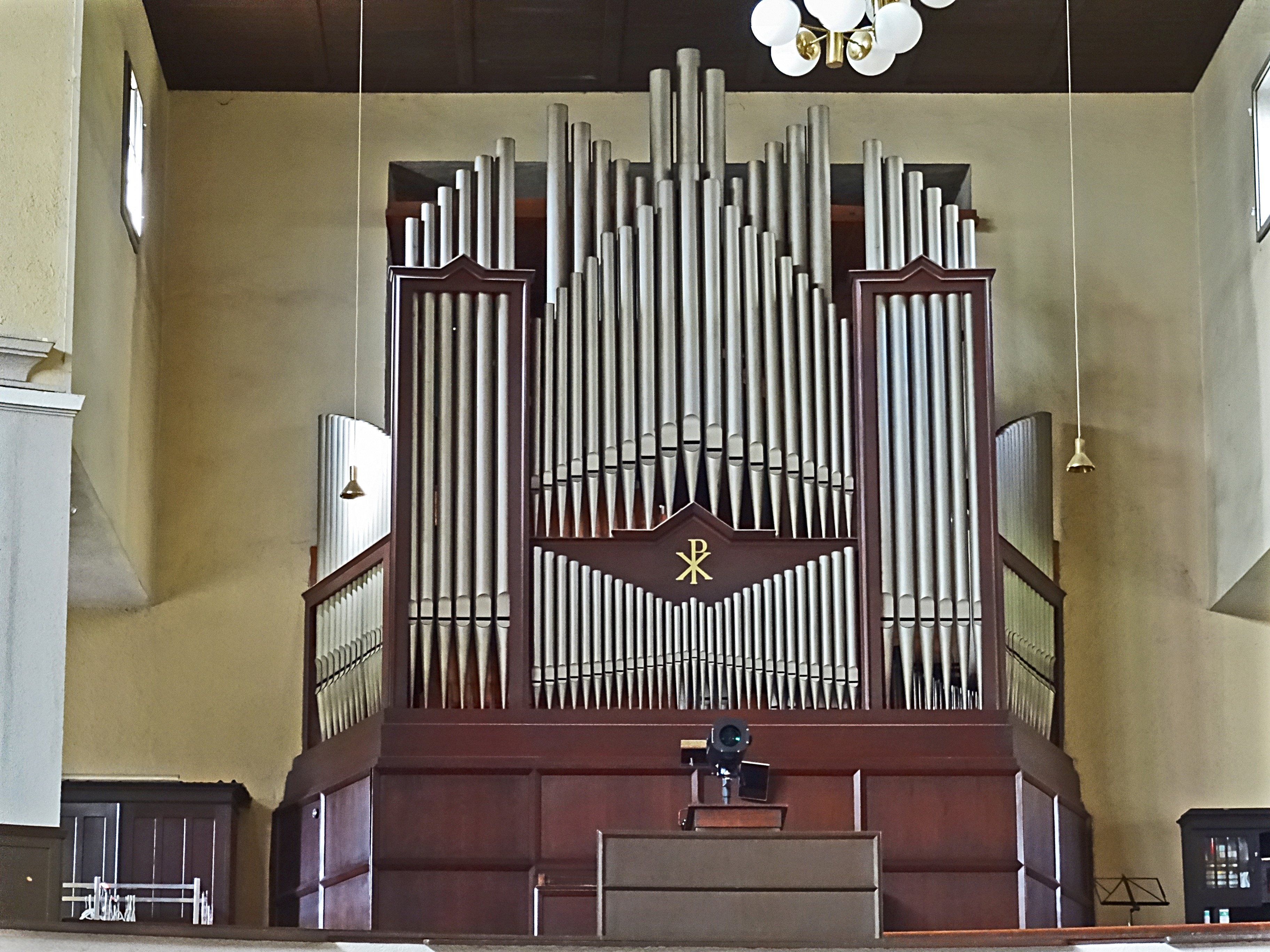
Rühlmann-Orgel

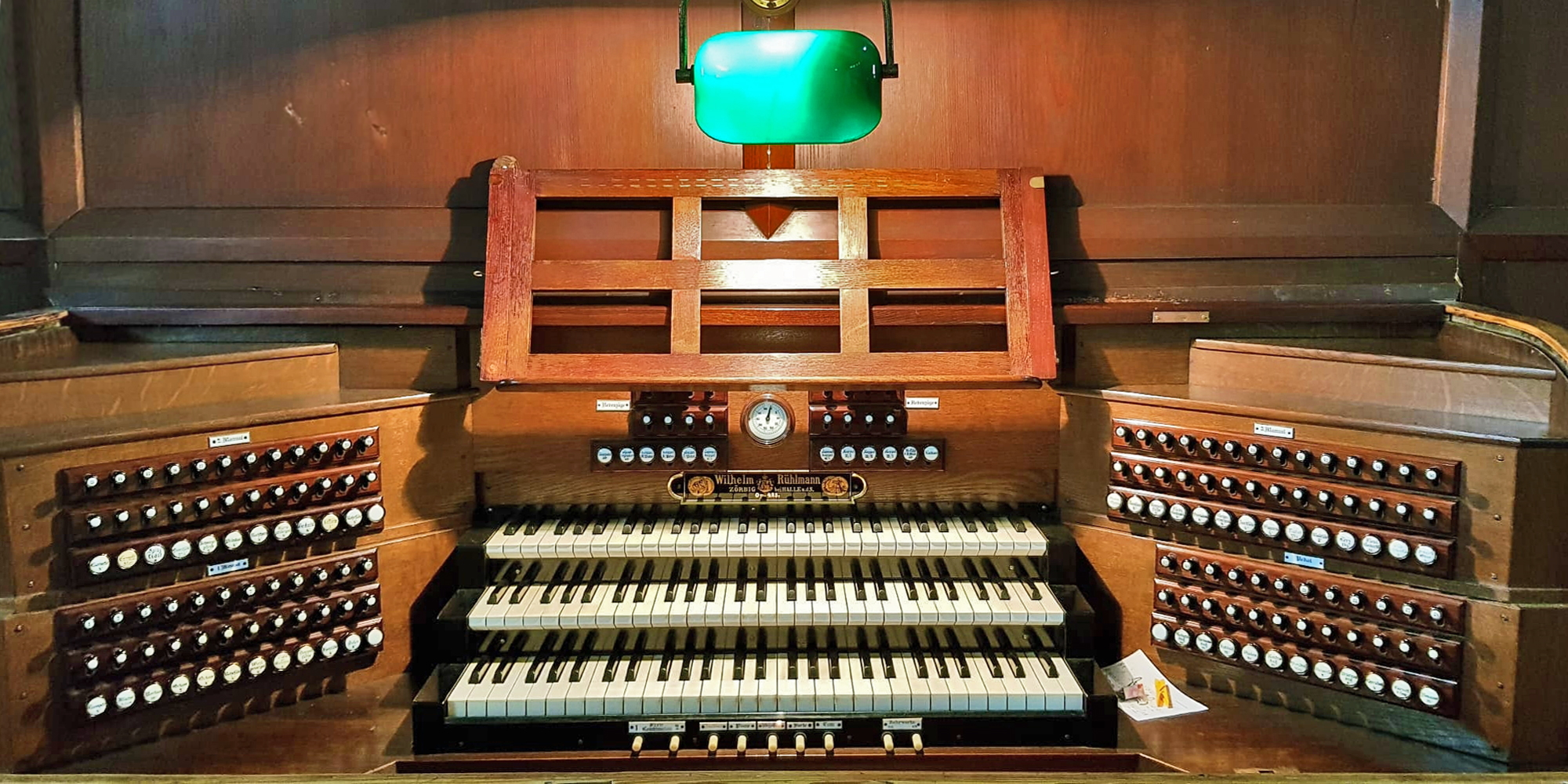
Spieltisch

    - Normalkoppeln: II/I, III/I, III/II, I/P, II/P, III/P
    - Superoktavkoppeln: II/I, III/I
    - Suboktavkoppel: III/II (nur Konzeption 1927, wurde nicht realisiert)

  - zwei freie Kombinationen, feste Kombinationen (p, mf, f, tutti)
  - Absteller: Rohrwerke, Handregister, Sechzehnfußregister der Manuale, Koppeln
  - Crescendowalze vor dem III. Manualwerk

## Turm

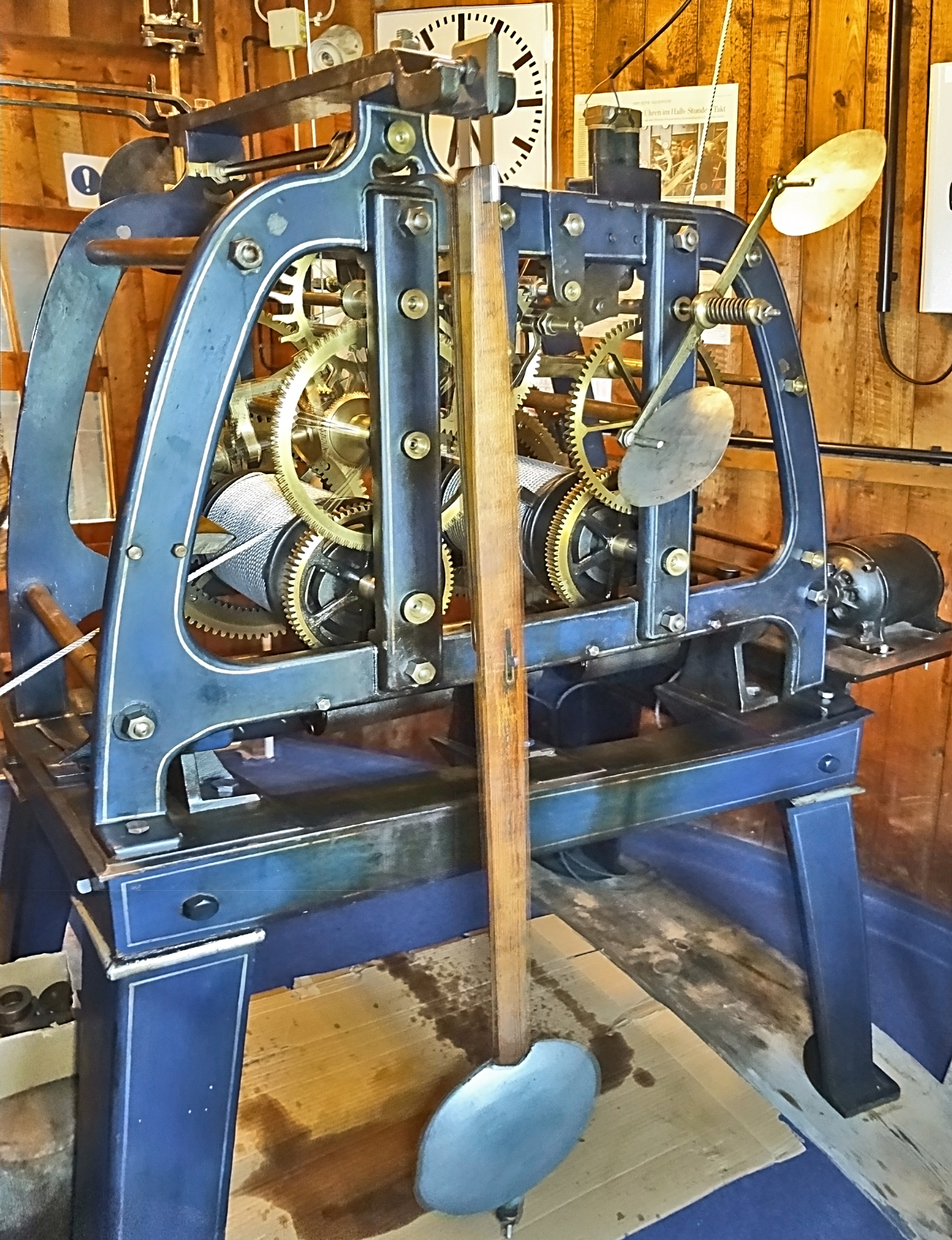
Weule-Turmuhr

Im Turm arbeitet zuverlässig das Turmuhrwerk von J. F. Weule (Bockenem 1927), denkmalgerecht restauriert von Christian Beck (Kölleda). Das Uhrwerk verfügt über einen originalen automatischen täglichen elektrischen Aufzug und eine Remontoir-Mechanik »Konstante Kraft« zur Verbesserung der Ganggenauigkeit.
Der Turm der Lutherkirche beherbergt ein Geläut aus sechs Eisenhartgussglocken. Mit einem Gesamtgewicht von ca. 12,5 t stellen sie das größte Geläut aus dieser Ersatzlegierung dar. Alle Glocken wurden 1927 in der Glockengießerei Schilling & Lattermann in Apolda / Morgenröthe-Rautenkranz gegossen.
| Nr. | Name                       | Funktion           | Nominal | Gewicht | Durchmesser | Inschrift                                                                                       |
| --- | -------------------------- | ------------------ | ------- | ------- | ----------- | ----------------------------------------------------------------------------------------------- |
| 1   | Martin Luther              | Festtagsglocke     | as°     | 5470 kg | 2385 mm     | Eine feste Burg ist unser Gott                                                                  |
| 2   | Paulus                     | Totenglocke        | c′      | 2800 kg | 1950 mm     | Nun bleibt Glaube, Liebe, Hoffnung, aber die Liebe ist die größte unter ihnen.                  |
| 3   | Paul Gerhardt              | Friedensglocke     | es′     | 1650 kg | 1630 mm     | Erhebe dein Gemüte zu deinem Gott und sprich: Herr deine Gnad und Güte bleibt dennoch ewiglich. |
| 4   | Pfarrer Otto Breithaupt    | Uhrschlagglocke    | f′      | 1100 kg | 1440 mm     | Alle Dinge sind möglich, dem der da glaubt.                                                     |
| 5   | Pfarrer Friedrich Klaproth | Vater-Unser-Glocke | g′      | 750 kg  | 1300 mm     | Gottes Wort ist Luthers Lehr, darum vergeht sie nimmermehr.                                     |
| 6   | August Hermann Francke     | Taufglocke         | as′     | 620 kg  | 1200 mm     | Die auf den Herren harren, kriegen neue Kraft.                                                  |

## Persönlichkeiten, die in der Lutherkirche gewirkt haben

### Pfarrer
1. Pfarrstelle
- 1921–1955: Otto Bernhard Breithaupt (* Mügeln 26. September 1882, † Erfurt 12. März 1955)
- 1955–1977: Wolfgang Johannes Breithaupt (* Erfurt 9. Oktober 1913, † Erfurt 25. August 1987)
- 1978–1990: Martin Hofmann (* Weißenfels 29. Oktober 1943)
- 1990–1997: Karl Otto Ganzer (* Merseburg 9. Mai 1933)
- 1997–1998: Christoph Carstens (Vakanzvertretung)
- 1998–2011: Dorothee Müller
- seit 2013: Bernhard Zeller

2. Pfarrstelle
- 1921–1956: Friedrich Klaproth (* Gotha 2. Juni 1882, † Erfurt 9. Januar 1962)
- 1956–1975: Johannes Kolditz (* Magdeburg 9. Januar 1912, † )
- 1975–1992: Wolfgang-Dietrich Heinrich (* Erfurt 30. April 1934, † Erfurt 21. August 2011)

### Kirchenmusiker
- 1921–19??: Richard Hoffmann (als Organist)
- 1921–1951: KMD Ernst Seydlitz (zunächst Chorleitung)
- 1951–1978: Hans Brückner (zuvor 1949–1951 in Quedlinburg)
- 1978–1989: Günter Kemmler (zusätzlich als Katechet)

### Rendanten
- 1924 Hermann Radtke
- 1928–1940 Müller
- 1941 Ulrich Engelkes
- 1948 Hermann Grüßer
- 1950 Friedrich Jaenecke

### Schwesternstation / Diakonissen
- 1924 Lina Gebhardt
- 1929 Lydia Enke
- 1950 Wilhelmine Meyerrose